# Grimești, Briceni
Grimești este un sat din cadrul comunei Bogdănești din raionul Briceni, Republica Moldova.

## Istorie
Localitatea a fost menționată documentar pentru prima dată în anul 1529:
„Din mila lui Dumnezeu, noi Petru voievod, domn al Țării Moldovei. Facem cunoscut cu această carte a noastră tuturor celor ce o vor vedea sau o vor auzi citindu-se, că am binevoit domnia mea cu bunăvoința noastră și cu curată și luminată inimă și cu toată bună voia noastră și am făcut, pentru pomenirea și mântuirea bunicilor și părinților noștri și pentru sănătatea și mântuirea noastră și am dat sfintei noastre biserici, episcopiei de Rădăuți, unde este hramul sfântului arhierarh și făcător de minuni, Nicolae și unde este episcop rugătorul nostru chir Teofan, un sat pe Prut anume Grameștii, care acest sat fusese luat de nepotul de frate al domniei mele Ștefan voievod dela Luca Arbure portar de Suceava, când l-au ucis.

...

A scris Dimitrie Popovici la Hârlău, în anul șapte mii și treizeci și șapte <1529> luna Aprilie în douăzeci și trei, în ziua sfântului mare mucenic și biruitor Gheorghe.”

## Demografie

### Structura etnică
Conform recensământului populației din 2004, satul avea 224 de locuitori: 200 de ucraineni, 12 moldoveni/români și 12 ruși.